# 日置若虫
'日置 若虫（へき の わかむし、生没年不詳）は、奈良時代後期の官人。姓は首。位階は正五位上。

## 経歴
光仁朝の宝亀5年（774年）9月、外従五位下の時、漆部正に任ぜられた。さらに、同9年（778年）2月、筑後介に任ぜられたが、同10年、ちょうど1年で賀禰雄津麻呂に官職を譲っている。

## 官歴
『続日本紀』による。
- 時期不詳：外従五位下
- 宝亀5年（774年）9月4日：漆部正
- 宝亀9年（778年）2月23日：筑後介
- 宝亀10年（779年）2月23日：散位？